# Anthony Morrow
Anthony Jarrad Morrow (Charlotte, Carolina del Norte, 27 de septiembre de 1985) es un exjugador de baloncesto estadounidense que disputó 9 temporadas en la NBA. Con 1,96 metros de altura, jugaba en la posición de escolta.

## Trayectoria deportiva

### Universidad

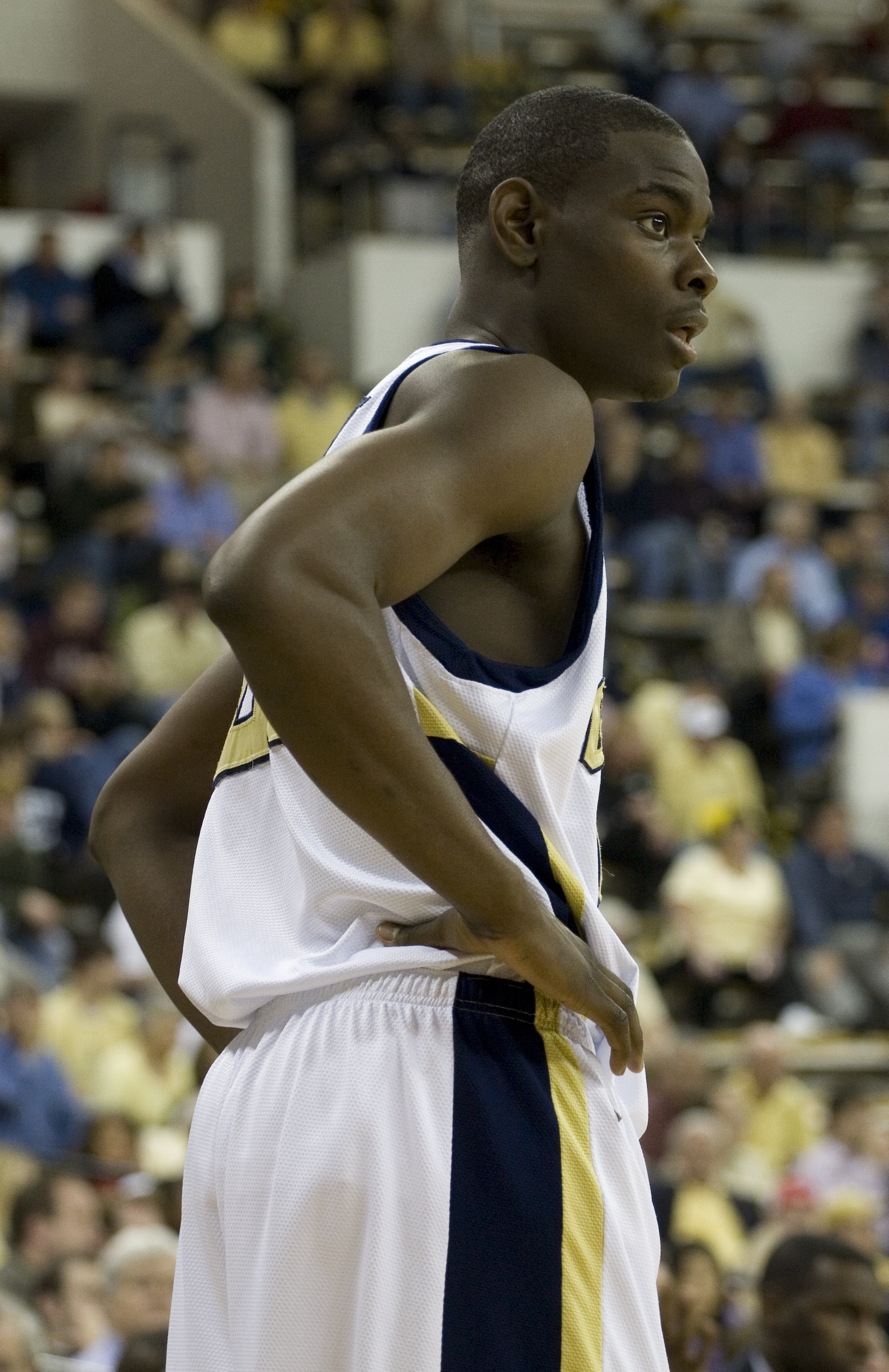
Morrow con Georgia Tech en 2006

Tras ser elegido "Mr. Basketball" en Carolina del Norte en su último año de high school, se matriculó en la Universidad de Georgia Tech, donde jugaría durante 4 temporadas con los Yellow Jackets. En su primera temporada promedió 5,2 puntos por partido, teniendo su mejor actuación ante Lafayette, cuando consiguió 20 puntos, 3 rebotes y 2 asistencias en tan solo 15 minutos de juego.
En su segunda temporada fue el único Yellow jacket que fue titular en todos los partidos disputados, acabando la temporada como máximo anotador del equipo, con 16,0 puntos por partido, y liderando la clasificación de mejores lanzadores de tiros de 3 de la Atlantic Coast Conference, con un 42,9%. Batió su récord de anotación en el partido que les enfrentó a Wake Forest en enero de 2006, al conseguir 29 puntos, con una serie de 6 de 9 en triples.
En su temporada júnior su aportación al equipo fue menor, tanto en puntos como en minutos, en parte debido a una lesión en la espalda a comienzos de la temporada que le condicionó la misma. Ya en su año sénior volvió a la titularidad en el equipo, siendo de nuevo el máximo anotador del mismo con 14,3 puntos por partido. Fue elegido jugador de la semana de la ACC en noviembre de 2007, tras conseguir 31 puntos, 10 rebotes y 4 asistencias ante Tennessee State.

#### Estadísticas
|         |        | Minutos | Minutos | Total | Total | Total | 3 Puntos | 3 Puntos | 3 Puntos | Tiros Libres | Tiros Libres | Tiros Libres | Rebotes | Rebotes | Rebotes | Rebotes |     |     |      |     |     |     |      |      |  |
| Año     | PJ-PT  | Min     | Pro     | TCA   | TCI   | %     | 3PA      | 3PI      | %        | TLA          | TLI          | %            | OF      | DEF     | Tot     | Pro     | FP  | FAF | Asis | Per | Tap | Rob | Pts  | Pro  |  |
| 2004-05 | 31-0   | 392     | 12.6    | 61    | 154   | .396  | 38       | 104      | .365     | 17           | 19           | .895         | 25      | 34      | 59      | 1.9     | 46  | 1   | 11   | 16  | 8   | 14  | 177  | 5.7  |  |
| 2005-06 | 28-28  | 901     | 32.2    | 154   | 348   | .443  | 78       | 182      | .429     | 63           | 71           | .887         | 51      | 76      | 127     | 4.5     | 72  | 5   | 46   | 64  | 5   | 30  | 449  | 16.0 |  |
| 2006-07 | 32-10  | 662     | 20.7    | 104   | 244   | .426  | 61       | 146      | .418     | 49           | 58           | .845         | 39      | 48      | 87      | 2.7     | 63  | 1   | 28   | 27  | 3   | 19  | 318  | 9.9  |  |
| 2007-08 | 32-32  | 951     | 29.7    | 154   | 336   | .458  | 81       | 181      | .448     | 67           | 78           | .859         | 37      | 93      | 130     | 4.1     | 60  | 0   | 34   | 33  | 10  | 36  | 456  | 14.3 |  |
| TOTAL   | 123-70 | 2906    | 23.6    | 473   | 1082  | .437  | 258      | 613      | .421     | 196          | 226          | .867         | 152     | 251     | 403     | 3.3     | 241 | 7   | 119  | 140 | 26  | 99  | 1400 | 11.4 |  |

### Profesional
Morrow no fue elegido en el Draft de la NBA de 2008 por ningún equipo, pero fue invitado a las Ligas de Verano que se desarrollaron en Las Vegas en el mes de julio por los Golden State Warriors. Allí convenció a los técnicos del equipo en los 3 partidos que jugó, en los que promedió 14,3 puntos y 2,3 rebotes por encuentro, con un asombroso porcentaje del 85,7% en triples (6 de 8). Ese mismo mes alcanzó un acuerdo con los Warriors, firmando por el equipo.
Morrow finalizó la temporada como el primer rookie y el primer jugador de los Warriors en liderar la liga en porcentaje de triples, con un 46.7% (86 de 114). El 13 de julio de 2010, Morrow fue traspasado a New Jersey Nets a cambio de una futura elección de segunda ronda de draft.
El 3 de febrero de 2012, Morrow registró su récord personal de 42 en una derrota de los Nets de los Minnesota Timberwolves.
El 11 de julio de 2012, fue traspasado a los Atlanta Hawks junto con Jordan Farmar, Jordan Williams, Johan Petro, DeShawn Stevenson y una elección de primera ronda del draft de 2013 a cambio de Joe Johnson.
El 21 de febrero de 2013, fue traspasado a Dallas Mavericks por Dahntay Jones.
El 18 de julio de 2013, Morrow firmó con los New Orleans Pelicans.
El 16 de julio de 2014, Morrow firmó con los Oklahoma City Thunder, para un período de tres años por 10$ millones.
Tras dos temporadas y media en Oklahoma, el 23 de febrero de 2017, Morrow fue traspasado junto a Joffrey Lauvergne y Cameron Payne, a Chicago Bulls a cambio de Taj Gibson y Doug McDermott. En Chicago disputó únicamente 9 partidos, finalizando su contrato en verano de 2017. El 18 de septiembre, Morrow  firma con Portland Trail Blazers para la pretemporada. Pero el 13 de octubre de 2017 es cortado.
Tras eso, Morrow disputa varios partidos con los Bivouac de la BIG3.

## Estadísticas de su carrera en la NBA
|  | Líder de la liga |

### Temporada regular
| Año     | Equipo        | PJ  | PT  | MPP  | %TC  | %3P  | %TL   | RPP | APP | ROB | TPP | PPP  |
| ------- | ------------- | --- | --- | ---- | ---- | ---- | ----- | --- | --- | --- | --- | ---- |
| 2008-09 | Golden State  | 67  | 17  | 22.6 | .478 | .467 | .870  | 3.0 | 1.2 | .5  | .2  | 10.1 |
| 2009-10 | Golden State  | 69  | 37  | 29.2 | .468 | .456 | .886  | 3.8 | 1.5 | .9  | .2  | 13.0 |
| 2010-11 | New Jersey    | 58  | 47  | 32.0 | .450 | .423 | .897  | 3.0 | 1.2 | .3  | .1  | 13.2 |
| 2011-12 | New Jersey    | 62  | 18  | 26.4 | .413 | .371 | .933  | 2.0 | 1.0 | .7  | .1  | 12.0 |
| 2012-13 | Atlanta       | 24  | 1   | 12.5 | .423 | .395 | .889  | 1.1 | .4  | .5  | .0  | 5.2  |
| 2012-13 | Dallas        | 17  | 0   | 4.8  | .500 | .200 | 1.000 | .2  | .2  | .1  | .0  | 2.3  |
| 2013-14 | New Orleans   | 76  | 9   | 18.8 | .458 | .451 | .828  | 1.8 | .8  | .5  | .2  | 8.4  |
| 2014-15 | Oklahoma City | 74  | 0   | 24.4 | .463 | .431 | .888  | 2.6 | .8  | .7  | .1  | 10.7 |
| 2015-16 | Oklahoma City | 68  | 6   | 13.6 | .408 | .387 | .744  | .9  | .4  | .3  | .1  | 5.6  |
| 2016-17 | Oklahoma City | 40  | 7   | 15.7 | .387 | .294 | .885  | .7  | .5  | .5  | .1  | 5.8  |
| 2016-17 | Chicago       | 9   | 0   | 9.7  | .414 | .429 | 1.000 | .2  | .7  | .2  | .0  | 4.6  |
| Total   | Total         | 564 | 142 | 21.8 | .447 | .417 | .880  | 2.2 | .9  | .6  | .1  | 9.4  |

### Playoffs
| Año   | Equipo        | PJ | PT | MPP | %TC  | %3P  | %TL   | RPP | APP | ROB | TPP | PPP |
| ----- | ------------- | -- | -- | --- | ---- | ---- | ----- | --- | --- | --- | --- | --- |
| 2016  | Oklahoma City | 14 | 0  | 5.4 | .458 | .357 | 1.000 | .1  | .1  | .1  | .0  | 2.6 |
| 2017  | Chicago       | 3  | 0  | 9.7 | .556 | .000 | 1.000 | 1.0 | .7  | .0  | .0  | 4.0 |
| Total | Total         | 17 | 0  | 6.2 | .485 | .357 | 1.000 | .3  | .2  | .1  | .0  | 2.9 |

## Logros y reconocimientos
- North Carolina Mr. Basketball (2004)
- 1 vez líder de la NBA en porcentaje de triples en una temporada (2008-09).